# Coccomyces monticola
Coccomyces monticola är en svampart som beskrevs av Sherwood 1980. Coccomyces monticola ingår i släktet Coccomyces och familjen Rhytismataceae.   Inga underarter finns listade i Catalogue of Life.